# Джей Крітч
Джейсон Коул Крітчлоу (нар. 25 лютого 1998, Нью-Йорк, США), професійно відомий як Джей Крітч — американський репер, співак та автор пісень. На цей час він підписаний з лейблом Rich Forever Music [Архівовано 31 січня 2022 у Wayback Machine.].

## Дитинство
Джейсон Коул Крітчлоу народився 25 лютого 1998 року в мікрорайоні Клінтон-Хілл у Брукліні, штат Нью-Йорк, у сім’ї тринідадської матері та батька-британця.
Джей народився і зростав разом з братом і сестрою, інформація про яких не відома загалу. Він закінчив середню школу, але не вирішив і не розкрив своїх планів щодо подальшої освіти.
У дитинстві він захоплювався слуханням репу свого старшого брата. Кріч виріс, слухаючи Fabolous, Lil Wayne і Jay-Z, а також багатьох реперів з Нью-Йорка.

## Кар'єра
Попри те, що чоловік перебував у реп-індустрії вже доволі довго, Джей Крітч розпочав свою музичну кар'єру у 2015 році. Він випустив свій сингл "Man Down" у 2015 році, у якому був представлений ще один колега-репер — Роуді Ребел. Він вперше випустив свої сингли через SoundCloud, де почав завойовувати багато шанувальників та приваблювати реп-індустрію.
У 2016 році відбувся справжній прорив для репера. Його пісню з SoundCloud «Did it Again» реміксував престижний колега-репер Rich The Kid. Багато фанатів у всьому світі почали слухати Джея після оприлюднення пісні, і були вражені його вокалом, технікою репу та загальними знаннями про музику. Їхня співпраця стала вірусною, і музичний кліп набрав понад мільйон переглядів за перший тиждень його виходу. Rich The Kid також підписав Джея на свій музичний лейбл під назвою "Rich Forever Music" [Архівовано 31 січня 2022 у Wayback Machine.].
Свій перший мікстейп Джей випустив у 2018 році під назвою «Hood Favorite». Тут представлені такі гості, як: Offset, French Montana та Fabolous. Він також випустив ще одну пісню за участю Rich The Kid під назвою «Fashion», яка стала миттєвим хітом із понад 18 мільйонами переглядів на YouTube. Його інша хітова пісня отримала назву «Ego» з 15 мільйонами переглядів.
У 2020 році Джей випустив ще один фрістайл під назвою «KD». Фрістайл був настільки популярним, що за тиждень набрав 1 млн переглядів. На цей час фрістайл має понад 7 мільйонів переглядів.
Пізніше, у грудні 2020 року, Джей Крітч випустив свій третій мікстейп «Signed with Love».
5 травня 2021 року Джейсон повернувся зі своїм мікстейпом «Critch Tape». Анонсований всього за кілька годин до виходу, альбом містить 23 пісні, спільно з такими виконавцями, як: Fivio Foreign, Lil Tjay, та Drakeo the Ruler.
Джей Крітч також відомий в інших соціальних мережах, таких як Instagram, з більш ніж 1 мільйоном підписників. Джей любить ділитися своїми фотографіями та відеозаписами.

## Мікстейпи

### Список мікстейпів, з датами релізу та позиціями в чартах
| Rich Forever 3 (з Rich the Kid та Famous Dex)                 | - Реліз: 16 Червня, 2017 - Лейбл: Rich Forever Music [Архівовано 31 січня 2022 у Wayback Machine.], 300 Entertainment - Формат: Цифрове завантаження    | 93  | 42 |
| Hood Favorite                                                 | - Реліз: 2 Листопада, 2018 - Лейбл: Rich Forever Music [Архівовано 31 січня 2022 у Wayback Machine.], Interscope Records - Формат: Цифрове завантаження | 86  | 47 |
| Rich Forever 4 (з Rich the Kid та Famous Dex)                 | - Реліз: 2 Квітня, 2019 - Лейбл: Rich Forever Music [Архівовано 31 січня 2022 у Wayback Machine.], 300 Entertainment - Формат: Цифрове завантаження     | 170 | —  |
| Signed with Love                                              | - Реліз: 22 Грудня, 2020 - Лейбл: Talk Money Entertainment - Формат: Цифрове завантаження                                                               | —   | —  |
| Critch Tape                                                   | - Реліз: 5 Травня, 2021 - Лейбл: Talk Money Entertainment - Формат: Цифрове завантаження                                                                | —   | —  |
| "—" позначає запис, який не був опублікований в даному чарті. | |     |    |